# Benguela-Belize
La Benguela-Belize è una piattaforma petrolifera di produzione di tipo compliant tower situata nell'oceano Atlantico, al largo delle coste dell'Angola, operata da Chevron, per mezzo della controllata CABGOC (Cabinda Gulf Oil Company).

## Posizione geografica
La piattaforma si trova nell'oceano Atlantico, all'interno del permesso 14 (block 14), nel bacino Congo inferiore, a 80 km a ovest rispetto a Cabinda, nell'omonima exclave, Angola.
Nella posizione in cui è posizionata la piattaforma il fondale marino è profondo 390 m.

## Struttura
La Daewoo Shipbuilding & Marine Engineering ha ricevuto il contratto di ingegneria, approvvigionamento, costruzione ed installazione(Engineering, Procurement, Construction and Installation, EPCI) degli impianti di produzione, del jacket e delle pipeline di esportazione, pari ad un valore di 820 milioni di dollari.

### Jacket
La costruzione del jacket è stata divisa in due parti.
La parte superiore della compliant tower, da 8'000 tonnellate, è stata costruita da Gulf Marine Fabricators.
La base della torre, da 26'000 tonnellate e lunga 250 m, è stata costruita da Kiewit Offshore. Questa consiste di 12 pali da fondamenta da 11'000 tonnellate circa, costruiti sempre da Gulf Marine Fabricators. Ciascuno dei pali è lungo da 180 a 190 m con un diametro di 2,7 m.

### Topside
I vari moduli del topside (per una massa complessiva di 43'500 tonnellate) sono stati costruiti nei cantieri DSME di Geoje in Corea del Sud. Gli alloggi sono stati costruiti dalla Delta Engineering nei cantieri di Channelview, Texas.
I cantieri di Lobito, in Angola, della Sonamet hanno costruito altri elementi del topside quali il template di perforazione, i pali, le fiaccole, l'eliporto e le attrezzature per la re-iniezione di acqua.

#### Impianto di perforazione
Il topside ospita, appositamente integrato, l'impianto di perforazione Benguela Belize della KCA Deutag.
L'impianto può perforare fino ad una profondità massima di 20 000 ft (6 000 m) e dotato di un argano da 4 600 HP. Il contratto di ingegneria, approvvigionamento e costruzione (Engineering, Procurement and Construction, EPC) e successivamente di operatività, del valore di 120 milioni di dollari, è stato assegnato nel febbraio 2003.

### Completamento sottomarino
Il contratto di completamento sottomarino è stato assegnato a Subsea 7 e Vetco Gray.
Subsea 7 ha vinto il contratto da 270 milioni di dollari per il tie-back di 10 km di 3 pozzi sottomarini alla Benguela-Belize. Il contratto includeva la costruzione e l'installazione di pipeline, connettori, ombelicali e manifold sottomarini. La costruzione ha avuto luogo nei cantieri di Luanda, in Angola, mentre l'installazione è stata effettuata per mezzo della nave posatubi Skandi Navica.
Vetco Grey ha vinto il contratto da 125 milioni di dollari per 22 croci di produzione sottomarine orizzontali, 6 manifold (3 di produzione e 3 di iniezione) e il sistema di controllo di superficie e sottomarino completo. I manifold sottomarini da 80 tonnellate ciascuno sono stati costruiti a Lobito, Angola.

## Trasporto ed assemblaggio
Le varie parti che hanno composto la piattaforma sono state trasportate al largo di Cabinda, in Angola. La parte inferiore del jacket è stato trasportato dalla chiatta H-851 della società olandese Heerema Marine Contractors.
L'installazione per mezzo della nave gru Thialf della Heerema Marine Contractors. Si è trattato del primo tiro singolo da 10'000 tonnellate in Africa Occidentale.
La Noble Denton ha vinto il contratto di studio e consulenza per il trasporto ed installazione delle varie parti della piattaforma.

### Lancio in mare
La parte inferiore della compliant tower Benguela-Belize viene lanciata in mare dalla chiatta H-851, il 15 aprile 2005. La nave gru parzialmente visibile è la Thialf.

## Produzione di idrocarburi
La piattaforma Benguela-Belize produce gas e olio proveniente dai campi Benguela, Belize, Tomboco e Lobito.
La produzione di idrocarburi dai campi collegati alla Benguela-Belize è iniziata a gennaio 2006.